# Bourréac
Bourréac is een gemeente in het Franse departement Hautes-Pyrénées (regio Occitanie) en telt 87 inwoners (2009). De plaats maakt deel uit van het arrondissement Argelès-Gazost.

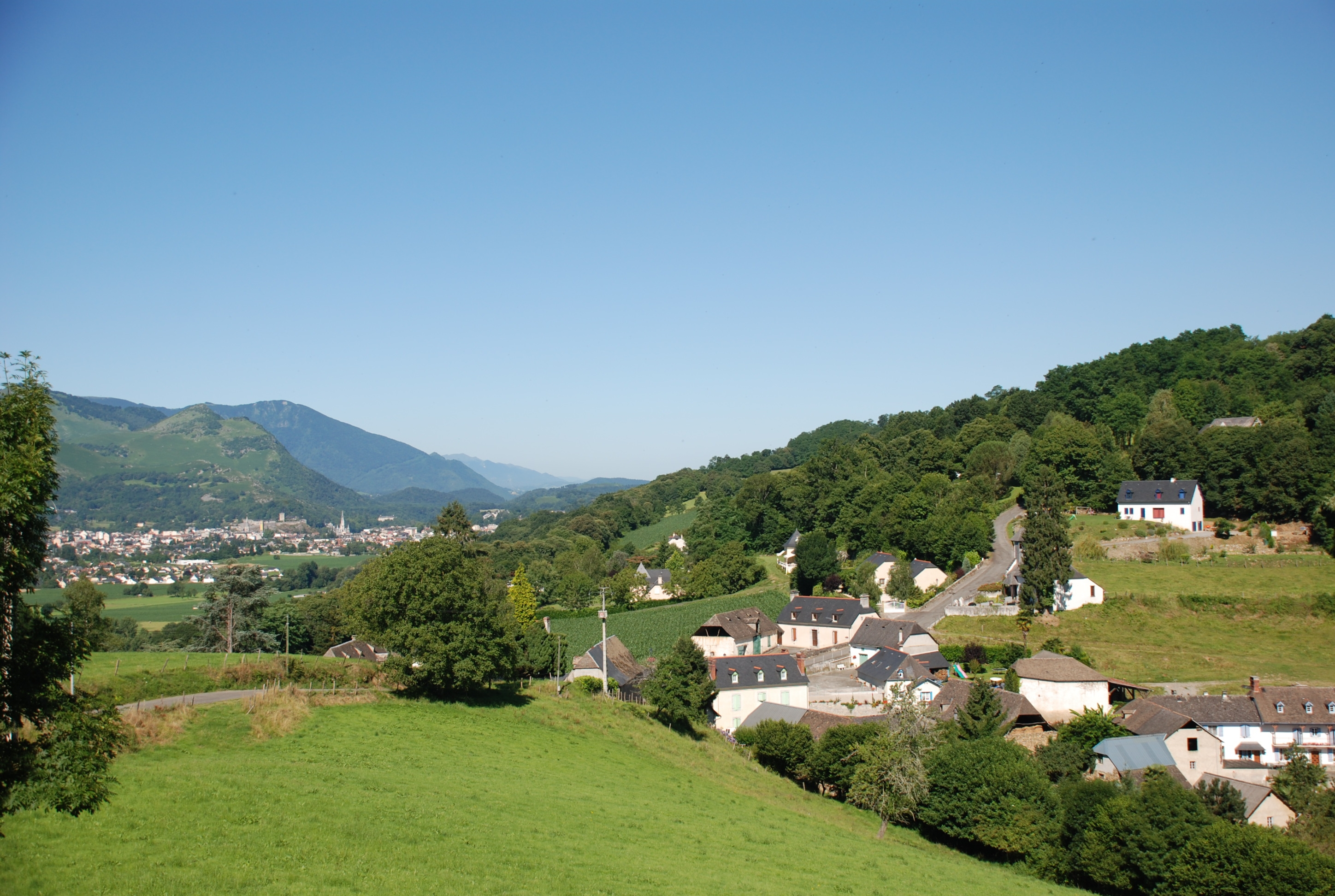
Bourréac en Lourdes
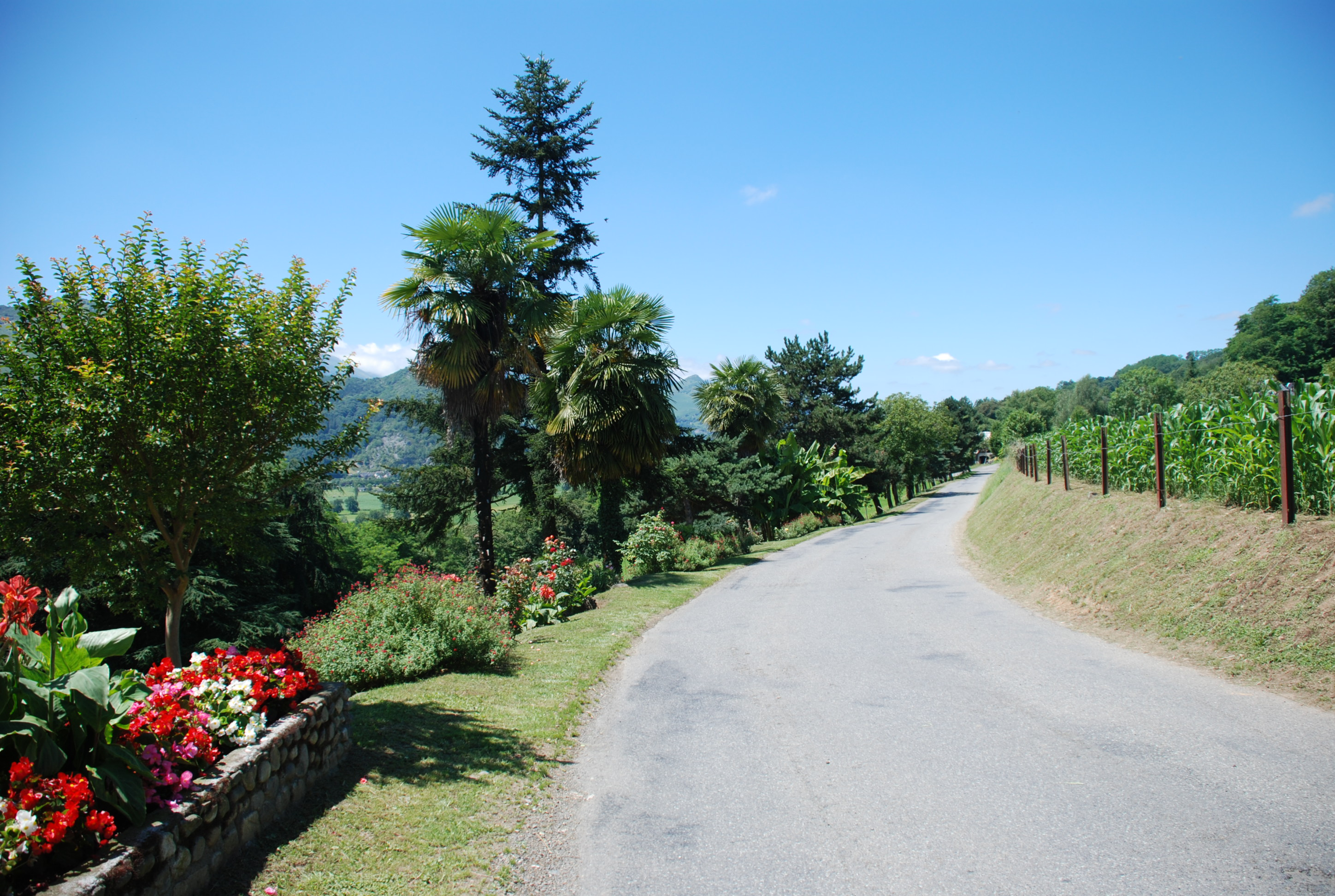
Ingang dorp

## Geografie
De oppervlakte van Bourréac bedraagt 1,2 km², de bevolkingsdichtheid is dus 72,5 inwoners per km².

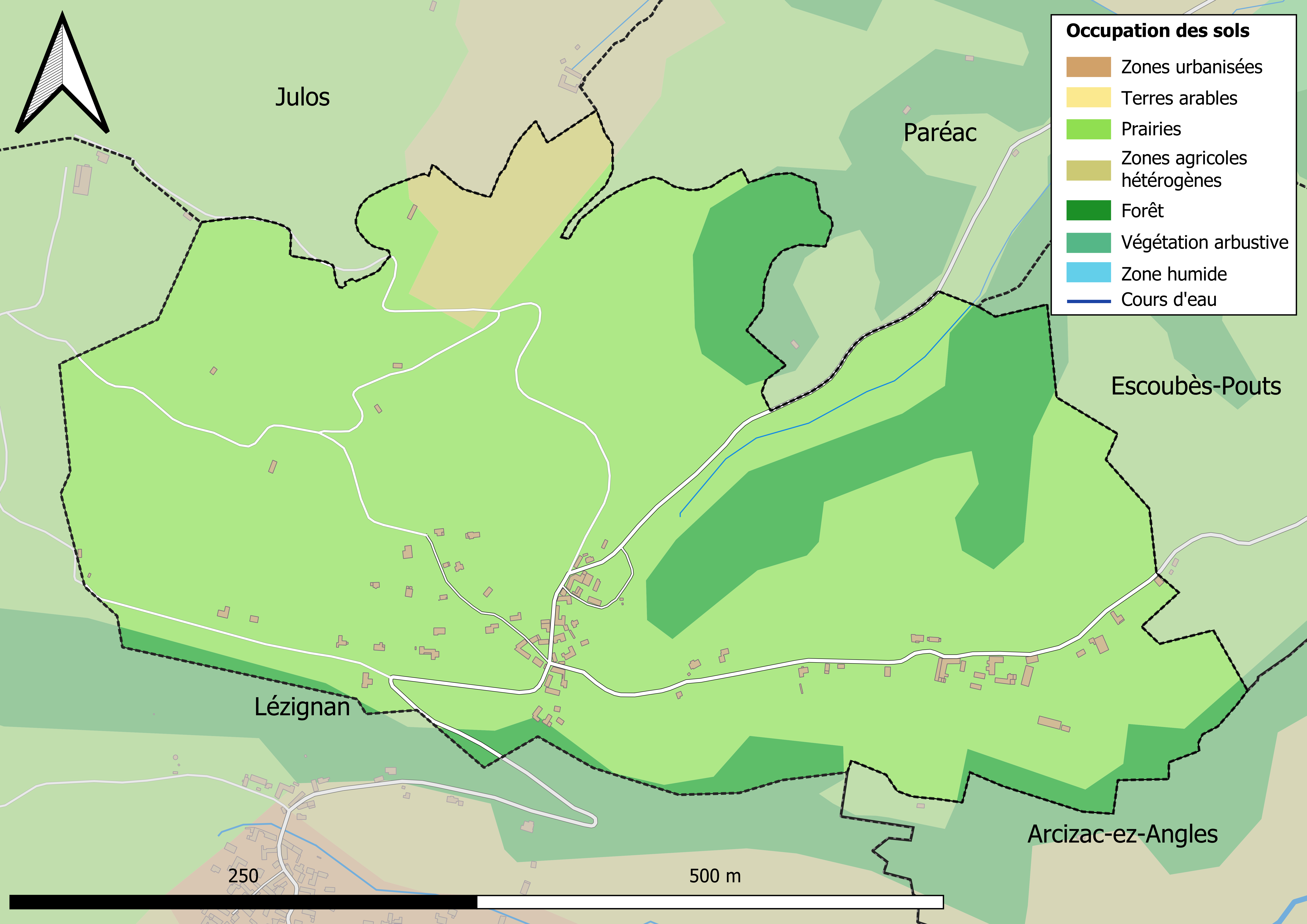
Kaart van de gemeente met belangrijkste infrastructuur, bodemgebruik en omliggende gemeenten

## Demografie
Onderstaande figuur toont het verloop van het inwonertal (bron: INSEE-tellingen).

1. ↑  Populations de référence 2022.